# Mekar Mulio
Mekar Mulio is een bestuurslaag in het regentschap Batu Bara van de provincie Noord-Sumatra, Indonesië. Mekar Mulio telt 2124 inwoners (volkstelling 2010).